# Буженица, Иван Васильевич
Иван Васильевич Буженица — колхозник, Герой Социалистического Труда.

## Биография
Родился в 1932 году в селе Острица. Член КПСС.
В 1949—1956 гг. — рабочий, колхозник, механизатор, комбайнер совхоза «Коммунист» Черлакского района Омской области.
Указом Президиума Верховного Совета СССР от 13 декабря 1972 года за большие успехи, достигнутые в увеличении производства и продажи государству зерна, других продуктов земледелия, и проявленную трудовую доблесть на уборке урожая присвоено звание Героя Социалистического Труда с вручением ордена Ленина и золотой медали «Серп и Молот».
Делегат XXV съезда КПСС.
Умер в Черлакском районе в 1983 году.